# Pizzicantò

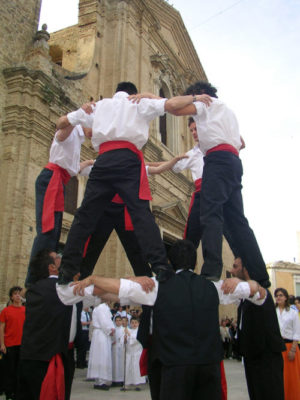
Pizzicantò ad Irsina (MT) in onore della Madonna della Pietà

Il pizzicantò è un'usanza folkloristica prevalentemente diffusa nell'Italia meridionale nella quale alcune persone si dispongono in modo tale da formare una torre umana.

## Riflessione antropologica
Il pizzicantò è una creazione culturale materializzatrice del dominio della verticalità e del sogno di superamento dei limiti delle antiche popolazioni dell'Italia del Sud.
Robusti giovani si tengono stretti con le braccia disponendosi in cerchio. Su di loro si arrampicano altri giovani fino a formare una "Torre" la cui altezza varia da luogo a luogo. Non appena raggiungono l'equilibrio, l'uno sulle spalle dell'altro, la "Torre" inizia a ruotare su se stessa al ritmo di strofe che alludono al pericolo, sempre imminente, di un capovolgimento sociale: nel continuo ruotare coloro che sono di sopra devono reggersi stretti per non cadere, così come chi è di sotto deve reggere con forza chi è sovrastante.

## Diffusione e denominazione
In Italia la costruzione di questa tradizione popolare presenta una geografia alquanto diffusa: il canto ed il gioco sono conosciuti a Palermo con la denominazione di Vara di San Caloriu, a Mazara del Vallo come Animaliu, a Napoli come Pizzicandò o Le Piramidi.
In Basilicata le Torri erano costruite in ben 4 paesi: durante la Tredicina di Sant'Antonio a Melfi  dove prendevano il nome di Scaricavascio, ad Irsina dove si chiamano Pzzc'Antò e vengono costruite ancora oggi in onore della Madonna della Pietà, e la tradizione del pizzicantò è stata rinnovata grazie al Festival internazionale delle torri umane che si svolge nel comune lucano dal 2009, a Ferrandina si allestivano in passato ancora in onore di Sant'Antonio, ed infine a Brindisi Montagna Mariandò e pizzicandò era un antico canto-gioco che si realizzava nella piazza principale fino ai primi del novecento nel giorno dell'Annunciazione (25 marzo). La presenza delle Torri di uomini si riscontra anche a Castellino del Biferno (Pizzichendò), nel Molise , sempre in occasione delle festività di Sant'Antonio. In Puglia, a Sannicandro di Bari per la vigilia della Madonna del Carmine (15 luglio), si tiene il "Pizz'che'llò" detto anche Abitino dei 4 Cantoni durante il quale i 4 cantoni del paese (ognuno con la propria piramide su tre livelli) si sfidano su un percorso rettilineo. In provincia di Foggia ad Apricena la torre umana veniva chiamata Girollè e la danza veniva eseguita davanti ad altarini "i tuselli" la notte del 15 agosto a devozione della Madonna dell'Assunta per l'abbondanza del raccolto.   

## Il Pizzicantò in Calabria
In Calabria il Pizzicantò si cantava a Scalea durante il Carnevale, e si rifaceva alla tradizione dei Saturnali, ovvero gli unici giorni in cui nell'antica Roma l'ordine sociale era sovvertito e si poteva dire quello che si poteva anche nei confronti dell'Imperatore. Era quindi un modo che le classi sociali più disagiate avevano per esprimere ai potenti ciò che pensavano e minacciarli perché prima o poi si sarebbero ribellati contro di loro.  
Un esempio di Pizzicantò di Scalea è il seguente:  
Vua ca stati sutta, (Voi che state sotto)
tinitivi forte ca n'terra caditi (tenetevi forte perché cadete a terra)
e se caditi pigliati na botta (e se cadete prendete una botta)
E pizzicantò, ntò, ntò!
Olè olè olè, simu tutti i na manera! (siamo tutti uguali)
---  
E vua ca stati supra (e voi che state sopra)
stativi attenti ca n'terra caditi (state attenti perché cadete a terra)
e se caditi pigliati na botta (e se cadete prendete una botta)
sabatu sira e duminica notte (sabato sera e domenica notte)
allero, allero, allero, siti tutti i na manera!  (siete tutti uguali)